# メルパチ・ヌサンタラ航空836便オーバーラン事故
メルパチ・ヌサンタラ航空836便オーバーラン事故（メルパチ・ヌサンタラこうくう836びんオーバーランじこ）は、インドネシアの西パプア州ソロンから同州マノクワリに向かっていたメルパチ・ヌサンタラ航空836便（機材：ボーイング737-300）が、2010年4月13日に目的地のレンダニ空港でオーバーランした事故である。機体は3つに分裂し、44人が負傷したが死者は出なかった。

## 事故機

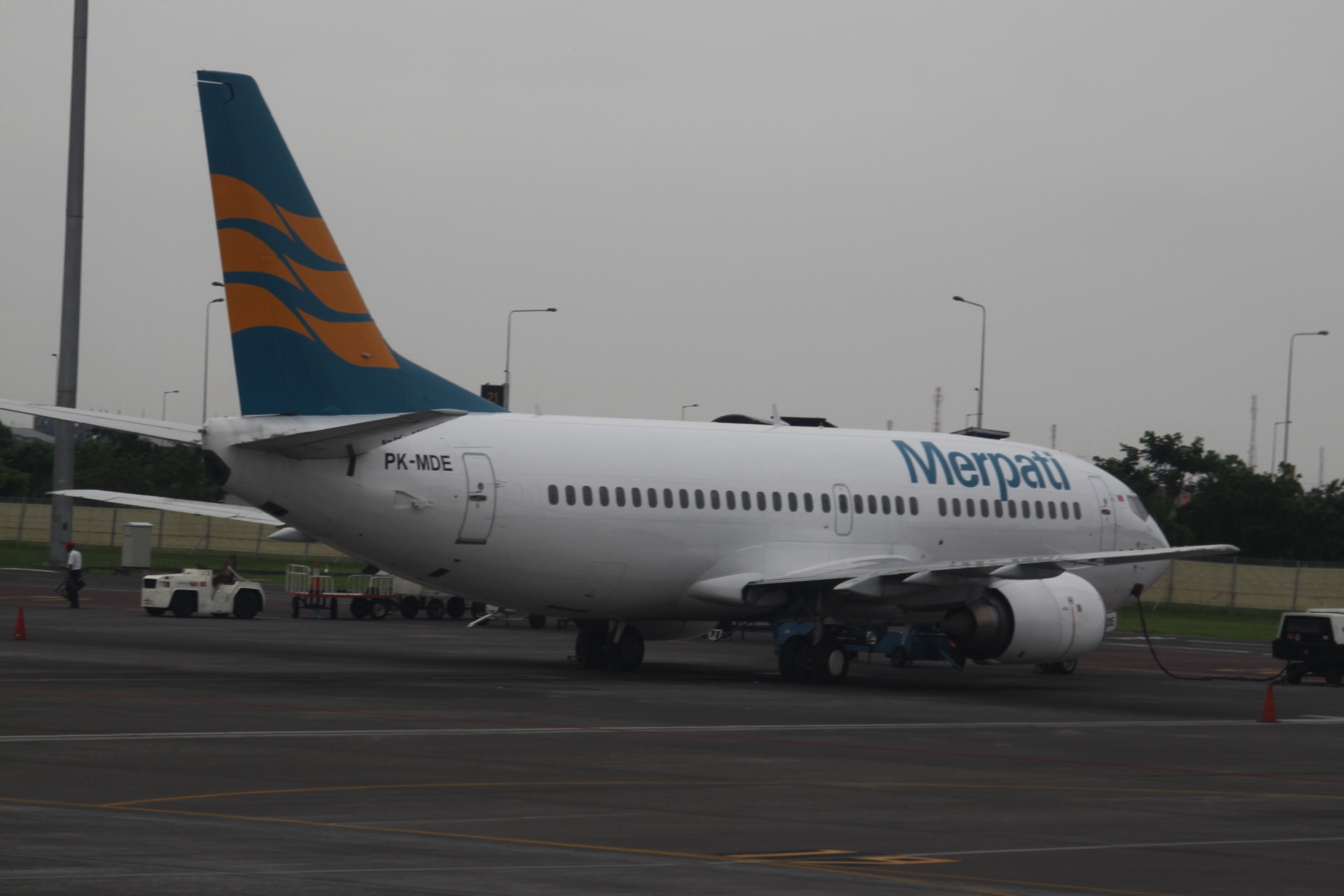
スラバヤで撮影された事故機

事故機はPK-MDEとして登録されていた。初飛行は1990年3月16日で、1990年4月2日にユナイテッド航空に納入された。2009年11月12日にメルパチ・ヌサンタラ航空へ引き渡され、事故当時は38,450サイクル、約54,700時間飛行していた。

## 事故の経緯
現地時間11時00分（2時00分UTC）、836便はレンダニ空港の滑走路35へ着陸したが、2,004メートル（6,575フィート）の滑走路をオーバーランし、終端から200メートル（660フィート）程の地点で停止した。事故機には103人の乗客と6人の乗員が乗っており、44人が負傷し、うち10人が重傷。
当時は雨が降っており、オーバーランした機体は、何本かの木に衝突して翼が引き裂かれ、尾翼が損傷し、機体が3つに分断された。機長は総飛行時間が16,000時間を超えており、副操縦士も22,000時間を超えていた。

## 事故原因
調査の結果、インドネシア民間航空局（DGCA）に5つ、航空会社に2つの合計7つ安全勧告を発行した。この安全勧告には、パイロットの訓練内容の見直しや、国際民間航空機関の規準を満たすよう滑走路端安全区域を拡張することなどが書かれていた。また、ボーイング737ほどの大きさの機体が安全に着陸できるように、空港や安全規則の見直しを実施した。

## ギャラリー

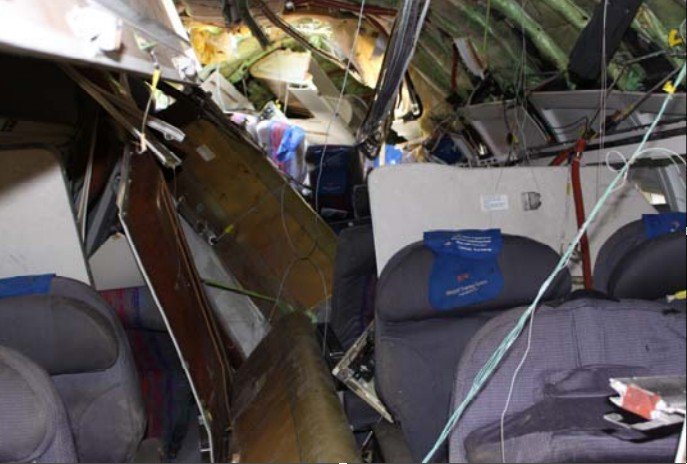
損傷した事故機の内部
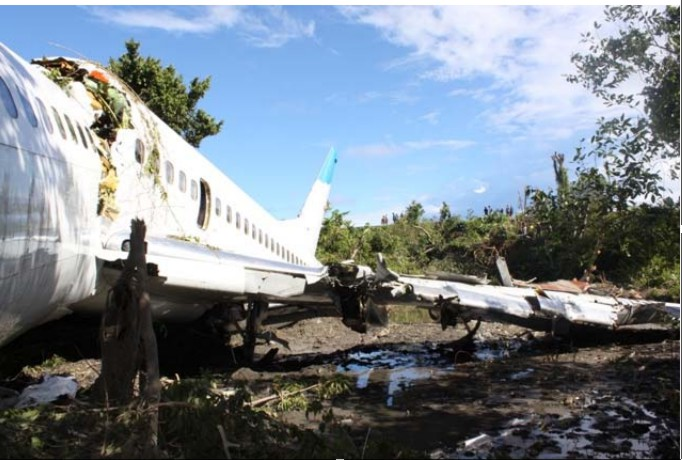
事故直後に撮影された機体